# Cratyna fumoalata
Cratyna fumoalata är en tvåvingeart som beskrevs av Mohrig, Roeschmann och Björn Rulik 2004. Cratyna fumoalata ingår i släktet Cratyna och familjen sorgmyggor.
Artens utbredningsområde är Dominikanska republiken. Inga underarter finns listade i Catalogue of Life.